# 83ste Oscaruitreiking
De 83ste Oscaruitreiking, waarbij prijzen werden uitgereikt aan de beste prestaties in films uit 2010, vond op 27 februari 2011 plaats in het Kodak Theatre in Hollywood. De ceremonie werd gepresenteerd door James Franco en Anne Hathaway. De genomineerden werden op 25 januari bekendgemaakt door Thom Sherak, voorzitter van de Academy, en actrice Mo'Nique in het Samuel Goldwyn Theater te Beverly Hills.

## Winnaars en genomineerden
De winnaars staan bovenaan in vet lettertype.

#### Beste film
- The King's Speech
  - 127 Hours
  - Black Swan
  - The Fighter
  - Inception
  - The Kids Are All Right
  - The Social Network
  - Toy Story 3
  - True Grit
  - Winter's Bone

#### Beste regisseur
- Tom Hooper - The King's Speech
  - Darren Aronofsky - Black Swan
  - Joel Coen en Ethan Coen - True Grit
  - David Fincher - The Social Network
  - David O. Russell - The Fighter

#### Beste mannelijke hoofdrol
- Colin Firth - The King's Speech
  - Javier Bardem - Biutiful
  - Jeff Bridges - True Grit
  - Jesse Eisenberg - The Social Network
  - James Franco - 127 Hours

#### Beste vrouwelijke hoofdrol
- Natalie Portman - Black Swan
  - Annette Bening - The Kids Are All Right
  - Nicole Kidman - Rabbit Hole
  - Jennifer Lawrence - Winter's Bone
  - Michelle Williams - Blue Valentine

#### Beste mannelijke bijrol
- Christian Bale - The Fighter
  - John Hawkes - Winter's Bone
  - Jeremy Renner - The Town
  - Mark Ruffalo - The Kids Are All Right
  - Geoffrey Rush - The King's Speech

#### Beste vrouwelijke bijrol
- Melissa Leo - The Fighter
  - Amy Adams - The Fighter
  - Helena Bonham Carter - The King's Speech
  - Hailee Steinfeld - True Grit
  - Jacki Weaver - Animal Kingdom

#### Beste originele scenario
- The King's Speech - David Seidler
  - Another Year  - Mike Leigh
  - The Fighter - Scott Silver, Paul Tamasy, Eric Johnson en Keith Dorrington
  - Inception - Christopher Nolan
  - The Kids Are All Right - Lisa Cholodenko en Stuart Blumberg

#### Beste bewerkte scenario
- The Social Network - Aaron Sorkin
  - 127 Hours  - Danny Boyle en Simon Beaufoy
  - Toy Story 3 - Michael Arndt, John Lasseter, Andrew Stanton en Lee Unkrich
  - True Grit - Joel Coen en Ethan Coen
  - Winter's Bone - Debra Granik en Anne Rosellini

#### Beste niet-Engelstalige film
- In a Better World - Denemarken
  - Biutiful - Mexico
  - Dogtooth - Griekenland
  - Incendies - Canada
  - Outside the Law (Hors-la-loi) - Algerije

#### Beste animatiefilm
- Toy Story 3 - Lee Unkrich
  - How to Train Your Dragon - Chris Sanders en Dean DeBlois
  - The Illusionist - Sylvain Chomet

#### Beste documentaire
- Inside Job - Charles Ferguson en Audrey Marrs
  - Exit Through the Gift Shop - Banksy en Jaimie D'Cruz
  - Gasland - Josh Fox en Trish Adlesic
  - Restrepo - Tim Hetherington en Sebastian Junger
  - Waste Land - Lucy Walker en Angus Aynsley

#### Beste camerawerk
- Inception - Wally Pfister
  - Black Swan - Matthew Libatique
  - The King's Speech - Danny Cohen
  - The Social Network - Jeff Cronenweth
  - True Grit - Roger Deakins

#### Beste montage
- The Social Network - Angus Wall en Kirk Baxter
  - 127 Hours - Jon Harris
  - Black Swan - Andrew Weisblum
  - The Fighter - Pamela Martin
  - The King's Speech - Tariq Anwar

#### Beste artdirection
- Alice in Wonderland - Robert Stromberg en Karen O'Hara
  - Harry Potter and the Deathly Hallows Part 1 - Stuart Craig en Stephenie McMillan
  - Inception - Guy Hendrix Dyas, Larry Dias en Doug Mowat
  - The King's Speech - Eve Stewart en Judy Farr
  - True Grit - Jess Gonchor en Nancy Haigh

#### Beste originele muziek
- The Social Network - Trent Reznor en Atticus Ross
  - 127 Hours - A.R. Rahman
  - How to Train Your Dragon - John Powell
  - Inception - Hans Zimmer
  - The King's Speech - Alexandre Desplat

#### Beste originele nummer
- "We Belong Together" uit Toy Story 3 - Muziek en tekst: Randy Newman
  - "Coming Home" uit Country Strong - Muziek en tekst: Tom Douglas, Troy Verges en Hillary Lindsey
  - "I See the Light" uit Tangled - Muziek: Alan Menken, tekst: Glenn Slater
  - "If I Rise" uit 127 Hours - Muziek: A.R. Rahman, tekst: Dido en Rollo Armstrong

#### Beste geluidsmixing
- Inception - Lora Hirschberg, Gary A. Rizzo en Ed Novick
  - The King's Speech - Paul Hamblin, Martin Jensen en John Midgley
  - Salt - Jeffrey J. Haboush, Greg P. Russell, Scott Millan en William Sarokin
  - The Social Network - Ren Klyce, David Parker, Michael Semanick en Mark Weingarten
  - True Grit - Skip Lievsay, Craig Berkey, Greg Orloff en Peter F. Kurland

#### Beste geluidsbewerking
- Inception - Richard King
  - Toy Story 3 - Tom Myers en Michael Silvers
  - Tron: Legacy - Gwendolyn Yates Whittle en Addison Teague
  - True Grit - Skip Lievsay en Craig Berkey
  - Unstoppable - Mark P. Stoeckinger

#### Beste visuele effecten
- Inception - Paul Franklin, Chris Corbould, Andrew Lockley en Peter Bebb
  - Alice in Wonderland - Ken Ralston, David Schaub, Carey Villegas en Sean Phillips
  - Harry Potter and the Deathly Hallows Part 1 -  Tim Burke, John Richardson, Christian Manz en Nicolas Aithadi
  - Hereafter - Michael Owens, Bryan Grill, Stephan Trojanski en Joe Farrell
  - Iron Man 2 - Janek Sirrs, Ben Snow, Ged Wright en Daniel Sudick

#### Beste kostuumontwerp
- Alice in Wonderland - Colleen Atwood
  - I Am Love - Antonella Cannarozzi
  - The King's Speech - Jenny Beavan
  - The Tempest - Sandy Powell
  - True Grit - Mary Zophres

#### Beste grime
- The Wolfman - Rick Baker en Dave Elsey
  - Barney's Version - Adrien Morot
  - The Way Back - Edouard F. Henriques, Gregory Funk en Yolanda Toussieng

#### Beste korte film
- God of Love - Luke Matheny
  - The Confession - Tanel Toom
  - The Crush - Michael Creagh
  - Na Wéwé - Ivan Goldschmidt
  - Wish 143 - Ian Barnes en Samantha Waite

#### Beste korte animatiefilm
- The Lost Thing - Shaun Tan en Andrew Ruhemann
  - Day & Night - Teddy Newton
  - The Gruffalo - Jakob Schuh en Max Lang
  - Let's Pollute - Geefwee Boedoe
  - Madagascar, carnet de voyage (Madagascar, a Journey Diary) - Bastien Dubois

#### Beste korte documentaire
- Strangers No More - Karen Goodman en Kirk Simon
  - Killing in the Name - Jed Rothstein
  - Poster Girl - Sara Nesson en Mitchell W. Block
  - Sun Come Up - Jennifer Redfearn en Tim Metzger
  - The Warriors of Qiugang - Ruby Yang en Thomas Lennon

## Films met meerdere nominaties
De volgende films ontvingen meerdere nominaties:
| Nominaties | Film                                        | Awards |
| ---------- | ------------------------------------------- | ------ |
| 12         | The King's Speech                           | 4      |
| 10         | True Grit                                   |        |
| 8          | Inception                                   | 4      |
| 8          | The Social Network                          | 3      |
| 7          | The Fighter                                 | 2      |
| 6          | 127 Hours                                   |        |
| 5          | Black Swan                                  | 1      |
| 5          | Toy Story 3                                 | 2      |
| 4          | The Kids Are All Right                      |        |
| 4          | Winter's Bone                               |        |
| 3          | Alice in Wonderland                         | 2      |
| 2          | Biutiful                                    |        |
| 2          | Harry Potter and the Deathly Hallows Part 1 |        |
| 2          | How to Train Your Dragon                    |        |